# Stylebender
Stylebender es un documental neozelandés de 2023 que se centra en la vida del luchador de artes marciales mixtas de origen nigeriano, Israel Adesanya. La película sigue los primeros años de vida de Adesanya, su educación y su decisión de dedicarse profesionalmente al MMA.

## Producción
La película es el sexto gran estreno de la directora Zoe McIntosh, quien comenzó a trabajar en la película en 2019. La película se filmó durante un período de cinco años. Adesanya se inspiró para crear la película que documenta su vida, para combatir las ideas de masculinidad tóxica que afectan la salud de los varones.

## Lanzamiento
Stylebender se estrenó en el Festival de Cine de Tribeca el 11 de junio de 2023, al que el mismo peleador asistió en persona. La cinta fue nominado a Mejor Documental en el festival. Se proyectó más tarde en el Festival de Cine de Zúrich en septiembre de 2023.
La película se estrenó ampliamente en los cines de Nueva Zelanda el 28 de septiembre.